# حديث موقوف
الحديث الموقوف هو ما يروى عن الصحابة من أقوالهم أو أفعالهم ونحوها فيوقف عليهم ولا يتجاوز به إلى رسول الله

## أقسام الموقوف
موقوف الموصولمنه ما يتصل الإسناد فيه إلى الصحابي فيكون من الموقوف الموصول.
الموقوف غير الموصولما لا يتصل إسناده فيه إلى الصحابي.